# Kámen (Havlíčkův Brod)
Kámen é uma comuna checa localizada na região de Vysočina, distrito de Havlíčkův Brod.